# Episodi di Quando chiama il cuore (settima stagione)
La settima stagione della serie televisiva Quando chiama il cuore (When Calls the Heart), composta da 10 episodi, è trasmessa in prima visione assoluta dalla rete televisiva Hallmark Channel dal 23 febbraio 2020 al 26 aprile 2020.
La stagione in Italia è inedita.
| n° | Titolo originale      | Titolo italiano | Prima TV USA     | Pubblicazione Italia |
| -- | --------------------- | --------------- | ---------------- | -------------------- |
| 1  | A Moving Picture      |                 | 23 febbraio 2020 | inedita              |
| 2  | The Heart of a Father |                 | 1 marzo 2020     | inedita              |
| 3  | Family Matters        |                 | 8 marzo 2020     | inedita              |
| 4  | Sweet and Sour        |                 | 15 marzo 2020    | inedita              |
| 5  | An Unexpected Gift    |                 | 22 marzo 2020    | inedita              |
| 6  | In Perfect Unity      |                 | 29 marzo 2020    | inedita              |
| 7  | Heart of a Writer     |                 | 5 aprile 2020    | inedita              |
| 8  | Into the Woods        |                 | 12 aprile 2020   | inedita              |
| 9  | New Possibilities     |                 | 19 aprile 2020   | inedita              |
| 10 | Don't Go              |                 | 26 aprile 2020   | inedita              |